# Paroxygraphis sikkimensis
Paroxygraphis sikkimensis är en ranunkelväxtart som beskrevs av W. W. Smith. Paroxygraphis sikkimensis ingår i släktet Paroxygraphis och familjen ranunkelväxter. Inga underarter finns listade i Catalogue of Life.